# 御嵩町立綱木小学校
御嵩町立綱木小学校 （みたけちょうりつ つなきしょうがっこう）は、かつて岐阜県可児郡御嵩町に存在した公立小学校。

## 概要
- 校区は御嵩町上之郷の一部（綱木・林垣外組・小和沢・大久後）であった。校区の過疎化による児童数減少のため、1972年、上之郷小学校〈旧〉と統合し、上之郷小学校の新設により廃校。
- 跡地は綱木グラウンドになっている。

## 沿革
綱木小学校は1886年に小春学校から分立した上之郷簡易小学校が前身である。ここでは小春学校以前についても記述する。
- 1873年（明治6年）6月15日 - 小原村に先進義校が開校。
- 1875年（明治8年） -
  - 謡坂村に移転。先進学校に改称する。
  - 井尻村、中切村、宿村、美佐野村、津橋村、谷村、綱木村、林垣外村、小和沢村、大久後村、西洞村、小原村、樋ケ洞村、謡坂村、前沢村、次月村が合併し、上之郷村が発足。
- 1878年（明治11年） - 小春学校に改称する。
- 1880年（明治13年） - 上之郷村が分割され、上之郷村、井尻村、中切村、宿村、美佐野村、津橋村、小和沢村、大久後村、西洞村、謡坂村、前沢村、次月村、小原村となる。
- 1886年（明治19年） - 謡坂村の謡坂尋常簡易科小学校と上之郷村綱木の上之郷簡易科小学校に分立する。
- 1889年（明治22年）7月1日 - 上之郷村、小原村、井尻村、中切村、宿村、美佐野村、津橋村、小和沢村、大久後村、西洞村、謡坂村、前沢村、次月村の13ヶ村が合併し、上之郷村が発足。
- 1890年（明治23年） - 上之郷尋常小学校に改称する。
- 1893年（明治26年） - 中切尋常小学校、謡坂尋常小学校、上之郷尋常小学校が合併し、中切尋常小学校となる上之郷尋常小学校は中切尋常小学校綱木分校となる。
- 1895年（明治28年） - 中切尋常小学校が中切尋常高等小学校に改称する。
- 1900年（明治33年） - 独立し、綱木尋常小学校となる。
- 1902年（明治35年） - 中切尋常高等小学校、津橋尋常小学校、謡坂尋常小学校、綱木尋常小学校を統合し、上之郷尋常小学校となる。本校は旧・中切尋常高等学校に設置。綱木分教場を設置。
- 1941年（昭和16年）4月1日 - 上之郷国民学校綱木分教場に改称する。
- 1947年（昭和22年）4月1日 - 上之郷村立上之郷小学校綱木分校に改称する。
- 1953年（昭和28年） - 校舎を新築し移転。
- 1955年（昭和30年）2月1日 - 御嵩町、中町、上之郷村、及び伏見町の大部分（旧・伏見村と比衣村の全部、上恵土村の一部）とが合併し、御嵩町となる。同時に御嵩町立上之郷小学校綱木分校に改称する。
- 1961年（昭和36年）4月1日 - 独立し、御嵩町立綱木小学校となる。
- 1972年（昭和47年）4月1日 - 上之郷小学校〈旧〉と綱木小学校が統合され、上之郷小学校となる。綱木小学校は上之郷小学校綱木分教室となる。
- 1975年（昭和50年）7月4日 - 現在地に上之郷小学校の統合校舎が完成。綱木分教室を廃止。